# Restalrig
Restalrig est une banlieue résidentielle d'Édimbourg en Écosse, ancienne paroisse indépendante.
Elle est située à l'est du centre-ville, à l'ouest de Craigentinny et à l'est de Lochend.

## Histoire
Le nom de lieu Restalrig signifie « crête de la terre fangeuse ». Il est mentionné pour la première fois sous le nom de Lestalric en 1165, lorsque Edward de Lestalric y construit une église. L'église est achevée en 1210 par son petit-fils, Sir Thomas de Lestalric. La région, au cours des siècles suivants, est diversement nommée Lestalryk, Restalric ou Rastalrig. La famille noble normande des de Lestalrics était les anciens propriétaires terriens de la région (y compris à proximité de South Leith). Sir John de Lestalric meurt en 1382, laissant sa succession à sa fille Katharine et à son mari, Sir Robert Logan, qui en devient le laird.
Le château du clan Logan se dressait sur le site de Lochend House (en), surplombant Lochend Loch. Le château a été en grande partie détruit par un incendie à la fin du XVIe siècle. La maison actuelle, sur le site, incorpore des fragments de la maison-tour préexistante. Visuellement, il est maintenant dominé par une villa de 1820 construite sur les fondations des bâtiments plus anciens. Il appartient au conseil de la ville d'Édimbourg et est un bâtiment classé de catégorie B.
Lochend Loch, en dessous, a été pendant de nombreux siècles la principale source d'approvisionnement en eau de Leith. Le parc qui occupe le site du loch maintenant très réduit contient un colombier du XVIe siècle à son extrémité nord, parfois supposé avoir servi de four pour brûler des vêtements et des effets infectés durant la peste de 1645. Il a ensuite été utilisé comme hangar à bateaux, et est désormais également répertorié dans la catégorie B.
Selon Raphael Holinshed, Richard III d'Angleterre campe à Restalrig en août 1482 après s'être emparé de Berwick upon Tweed. Jacques IV d'Écosse en est un visiteur fréquent, faisant des offrandes pour les messes devant les autels de Notre-Dame et de Saint Triduana.
Pendant le siège de Leith au printemps 1560, le quartier général de l'armée anglaise est situé à Restalrig Deanery près de l'église. En avril 1572, au plus fort de la guerre civile mariale, Thomas Randolph et Sir William Drury séjournent au Doyenné. Sir William Kirkcaldy of Grange (en) décore la maison avec la tapisserie royale du château d'Édimbourg. Les ambassadeurs anglais complotent avec Archibald Douglas, Parson of Douglas (en) pour capturer George Seton, 7th Lord Seton (en) mais le plan échoue.
Vers 1604, les Logan vendent Calton Hill et Restalrig, autrement connus sous le nom de Wester et Easter Restalrig, à James Elphinstone, 1st Lord Balmerino (en) et la partie Craigentinny du domaine, au marchand d'Édimbourg James Nisbet.
La villa restante la plus connue de la région est Marionville House, légèrement à l'ouest du centre du village. Elle a eu de nombreux propriétaires, dont Robert Dudgeon, fondateur de la Royal Insurance (en) Company. Son fils Patrick Dudgeon (en) y est né et y a été élevé.
En 1857, Restalrig est devenu ce que le répertoire géographique des munitions d'Écosse appelait « un village en décomposition ». La région était principalement constituée de terres agricoles et de laiteries. Vers 1925, des logements publics sont construits au nord et à l'est. La maison Restalrig dont l'entrée se trouvait à Restalrig Drive / Restalrig Road South est démolie en 1963.
Le puits de St Margaret y est situé jusqu'en 1859, date à laquelle il est déplacé à Holyrood Park par la Society of Antiquaries of Scotland pour éviter sa destruction par la construction d'un atelier ferroviaire.
Piershill Square à la tête de Smokey Brae a été construit par l'architecte de la ville, Ebenezer James MacRae (en) en 1937. Il a remplacé Piershill Barracks (en), l'ancienne maison des Royal Scots Greys, le régiment de cavalerie le plus célèbre pour sa charge à Waterloo, et le sujet de la vue frontale peinte par Elizabeth Thompson, Scotland Forever! (en). L'église paroissiale de Waterloo contient plusieurs monuments dédiés spécifiquement à divers soldats « de Restalrig ».
Au sein de Restalrig se trouvent deux appartements à plusieurs étages, Nisbet Court et Hawkhill Court. Les deux appartiennent au conseil de la ville d'Édimbourg.
En 1784, la première montgolfière habitée britannique a atterri à Restalrig après avoir décollé d'Abbeyhill (en) à proximité.